# ليون دييركس
ليون ديريكس (31 مايو 1838- 11 يونيو 1912) كان شاعرا بارنسيا فرنسية من جزيرة ريونيون في المحيط الهندي مما أضفى على أعماله نفسا استوائيا وصورا طبيعية غنية، ارتبط اسمه بحركة البرناسيا التي سعت إلى الجمال الخالص في الشعر بعيدا عن الانفعال المفرط، انتقل في شبابه إلى باريس حيث انضم إلى الأوساط الأدبية والفنية البارزة، تميز بأسلوب لغوي متقن، وصور شعرية دقيقة تمزج بين الرومانسية المتأخره و الصراحة الكلية للبارنسبة. نشر عدة مجموعات شعرية لاقت إعجاب النقاد لصفائها الفني، كما كتب قصائد حب رقيقة وأخرى تأملية عن الطبيعة والموت كان معروفا بهدوئه وحساسيته ورغبته في الكمال الفني، ولم يكن يسعي إلى الشهرة السريعة، بل إلى الاعتراف من النخبة الأدبية . كان صديقا مقربا من شخصيات أدبية كبيرة مثل ليكونت دو ليل و سولي برودوم، بعد وفاته بقي شعره أقل شهرة جماهيرية مقارنة بغيره، لكنه يحتل مكانه مميزة في تاريخ الشعر الفرنسي بسبب نقاء أسلوبه و رهافة صوره. أعماله تمثل جسرا بين مثالية البارناسية و بوادر الرمزية. توفي في باريس 1912، تاركا إرثا أدبية متينا، لكن محدود الانتشار خارج الدوائر المهمة بالشعر الفرنسي الكلاسيكي.

### سيرة ذاتية
وُلِد في فيلا ديراموند بار التي استحوذ عليها جده عام 1830، وعاش فيها حتى عام 1860 عندما استقر في فرنسا الحضرية . في عام 1864 انضم إلى مجموعة شعراء بارناس، وكانت له صداقة وثيقة مع غي دي موباسان ، الذي أهدى له روايته الندم . شارك على التوالي في المختارات الثلاث لبارناس المعاصر: 7 قصائد في الأولى (1866)، و5 في الثانية (1869-1871) و8 في الأخيرة (1876). بعد وفاة ستيفان مالارميه ، اعتُبر أمير الشعراء منذ عام 1898. كما أسس جمعية الشعراء الفرنسيين عام 1902، مع خوسيه ماريا دي هيريديا وسولي برودوم .

### الأعمال الأدبية
- تطلعات ، قصائد، 1858 Texte en ligne
- Poèmes et poésies, 1864
- إغلاق Les Lèvres ، 1867 Texte en ligne
- Les Paroles du vaincu, 1871
- La Rencontre ، مشهد درامي في الآية، باريس، قاعة تايتبوت، 24 فبراير 1875
- Les Amants, poésies, 1879
- القصائد الكاملة ، المجلد الثاني، 1889-1890
- الأعمال الكاملة ، مجلدان، 1894-1912

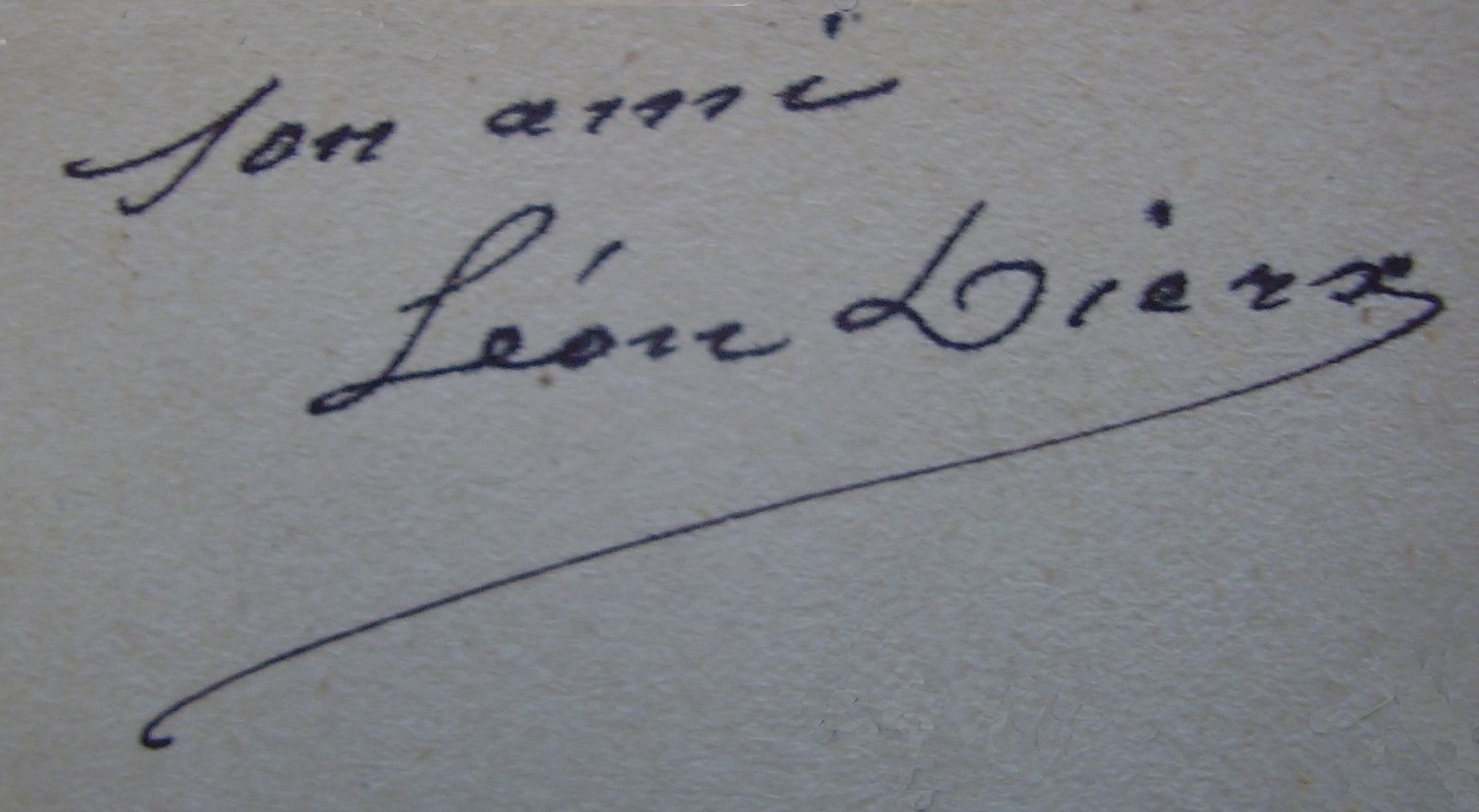
توقيع ليون دييركس.

1. 1 2  GeneaStar | Léon Dierx، QID:Q98769076
2. 1 2 3 4  أرشيف الفنون الجميلة، QID:Q10855166
3. ↑   https://doc.rero.ch/record/87306/files/1912-06-13.pdf. {{استشهاد ويب}}: |url= بحاجة لعنوان (مساعدة) والوسيط |title= غير موجود أو فارغ (من ويكي بيانات) (مساعدة)
4. ↑  Charles Dudley Warner, ed. (1897), Library of the World's Best Literature (بالإنجليزية), QID:Q19098835